# Evie Haseldine
Evie Haseldine (Sídney, 27 de mayo de 2003) es un deportista australiana que compite en vela en la clase 49er FX. Ganó una medalla de bronce en el Campeonato Mundial de 49er de 2023.

## Palmarés internacional
| \| Campeonato Mundial \| Campeonato Mundial \| Campeonato Mundial \| Campeonato Mundial \| \| Año \| Lugar \| Medalla \| Clase \| \| ------------------ \| ---------------------- \| ------------------ \| ------------------ \| \| 2023 \| La Haya (Países Bajos) \| Medalla de bronce \| 49er FX \| |                        |                   |         |
| Campeonato Mundial |                        |                   |         |
| Año | Lugar                  | Medalla           | Clase   |
| 2023 | La Haya (Países Bajos) | Medalla de bronce | 49er FX |